# Lista dos arranha-céus mais altos da Ásia

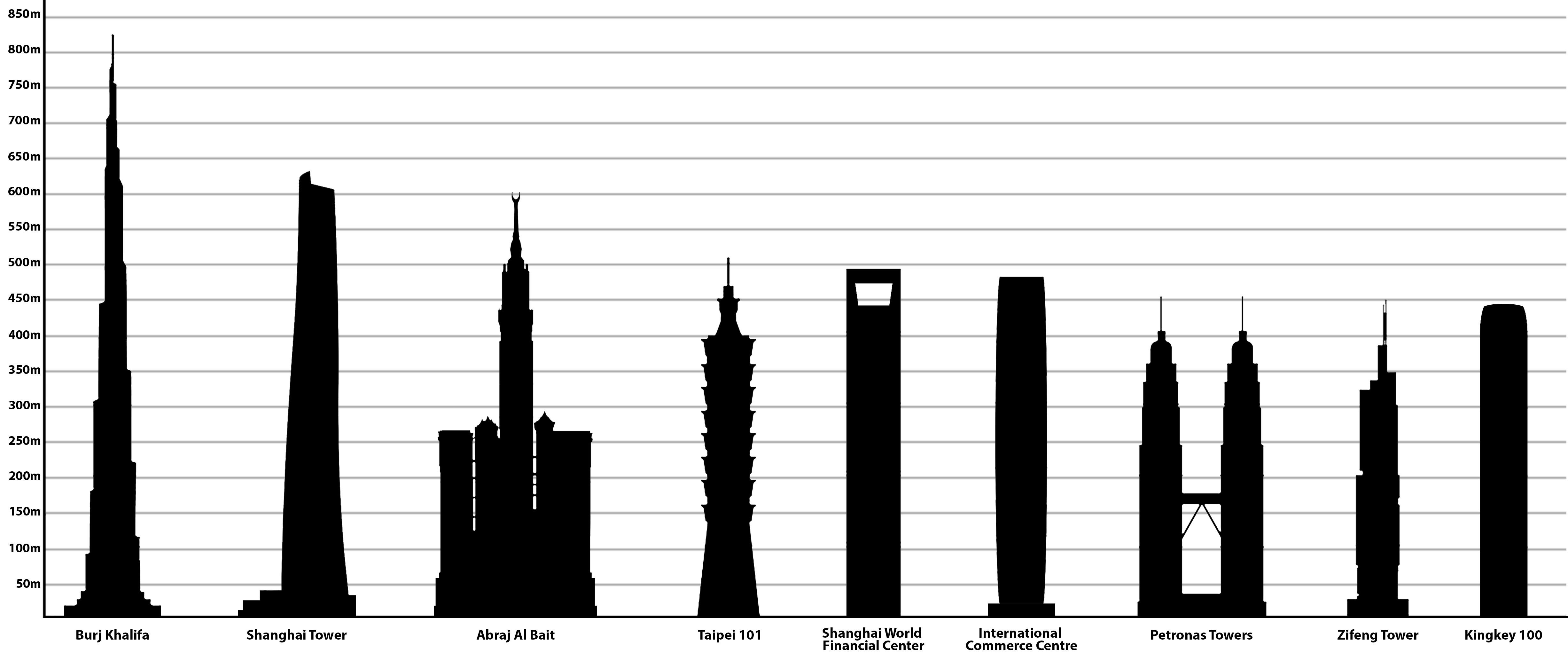
Os nove edifícios mais altos da Ásia em 2014.

Esta lista classifica os arranha-céus da Ásia que ultrapassam 350 m de altura. O edifício mais alto da Ásia (e do mundo) é o Burj Khalifa, com 828 m de altura, em Dubai, Emirados Árabes Unidos. Em segundo lugar vem o arranha-céu Merdeka 118, construído em Kuala Lumpur e inaugurado em 2023, com 679 m, superando a Shanghai Tower, com 632 m.
Quase três quartos dos 50 arranha-céus mais altos estão localizados no continente asiático.
A primeira lista inclui arranha-céus que foram concluídos ou concluídos de acordo com os critérios do Council on Tall Buildings and Urban Habitat (CTBUH).

## Edifícios mais altos

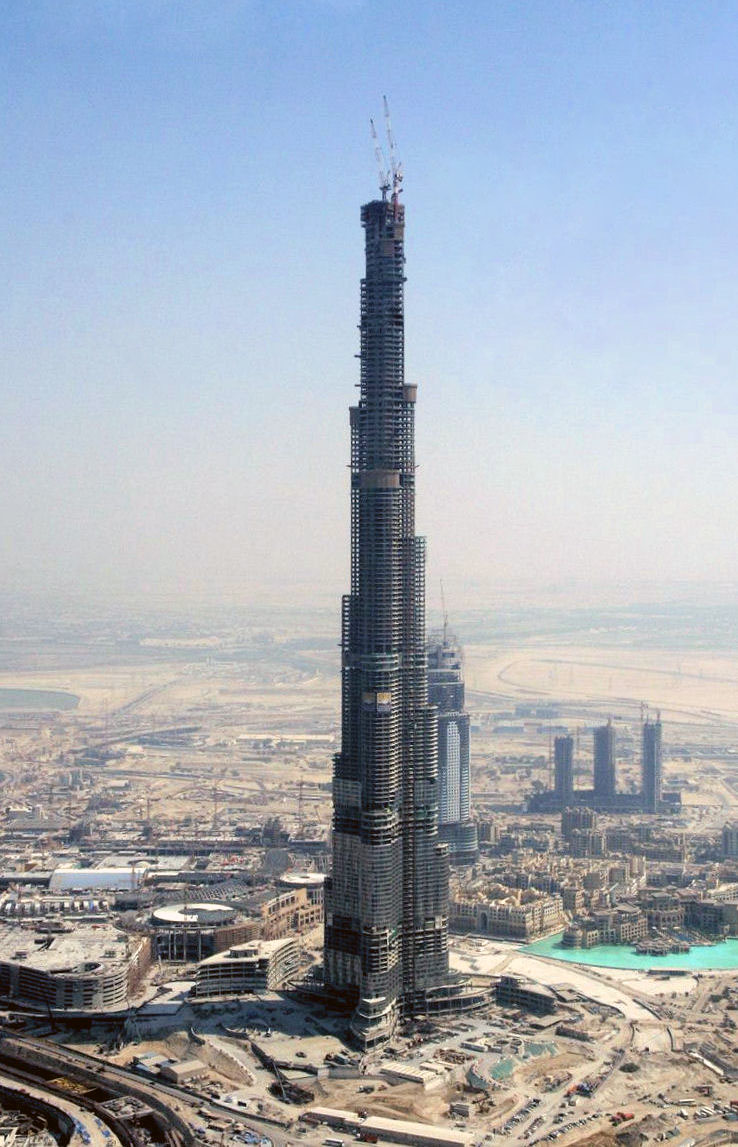
Burj Khalifa.

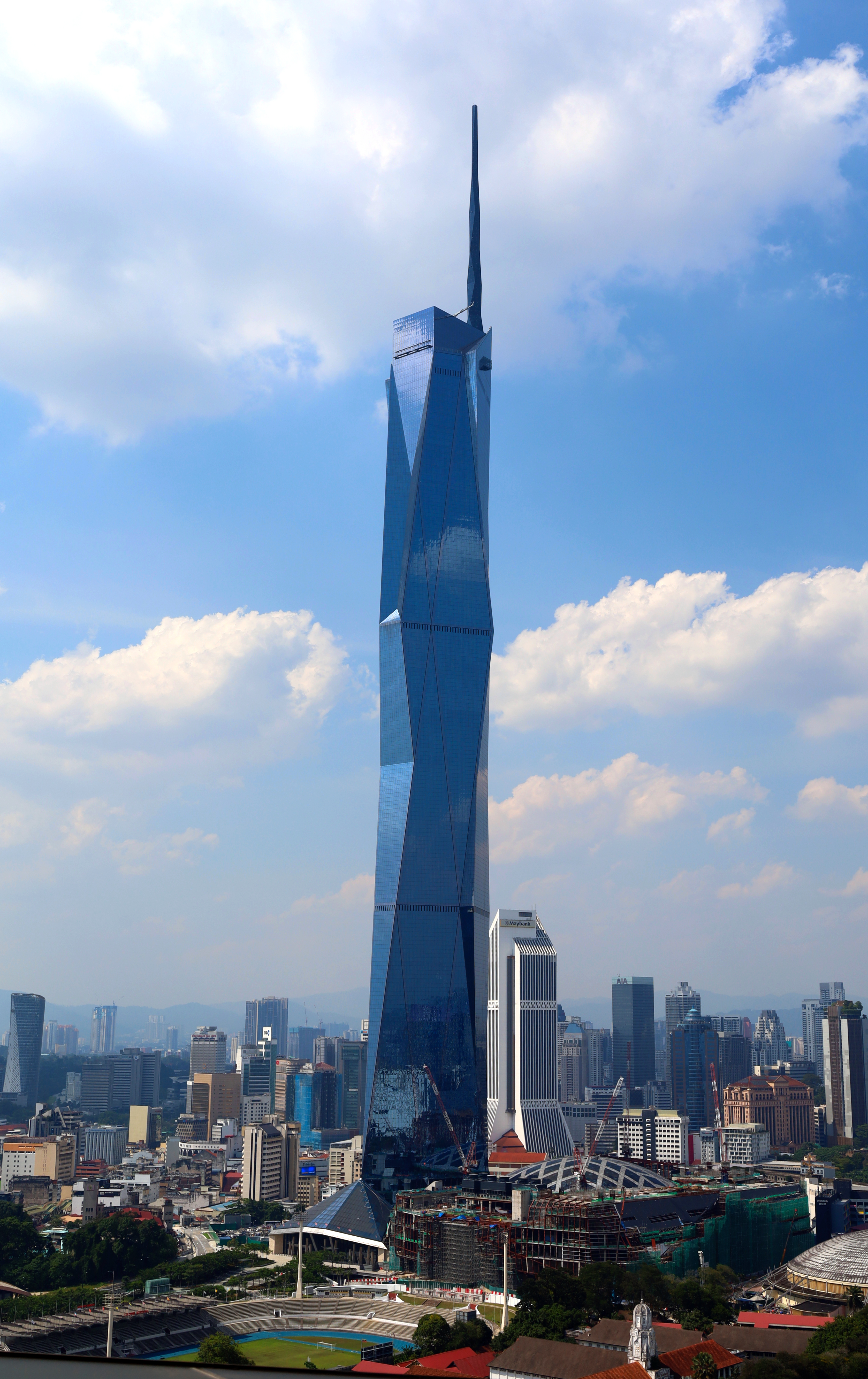
Merdeka 118.

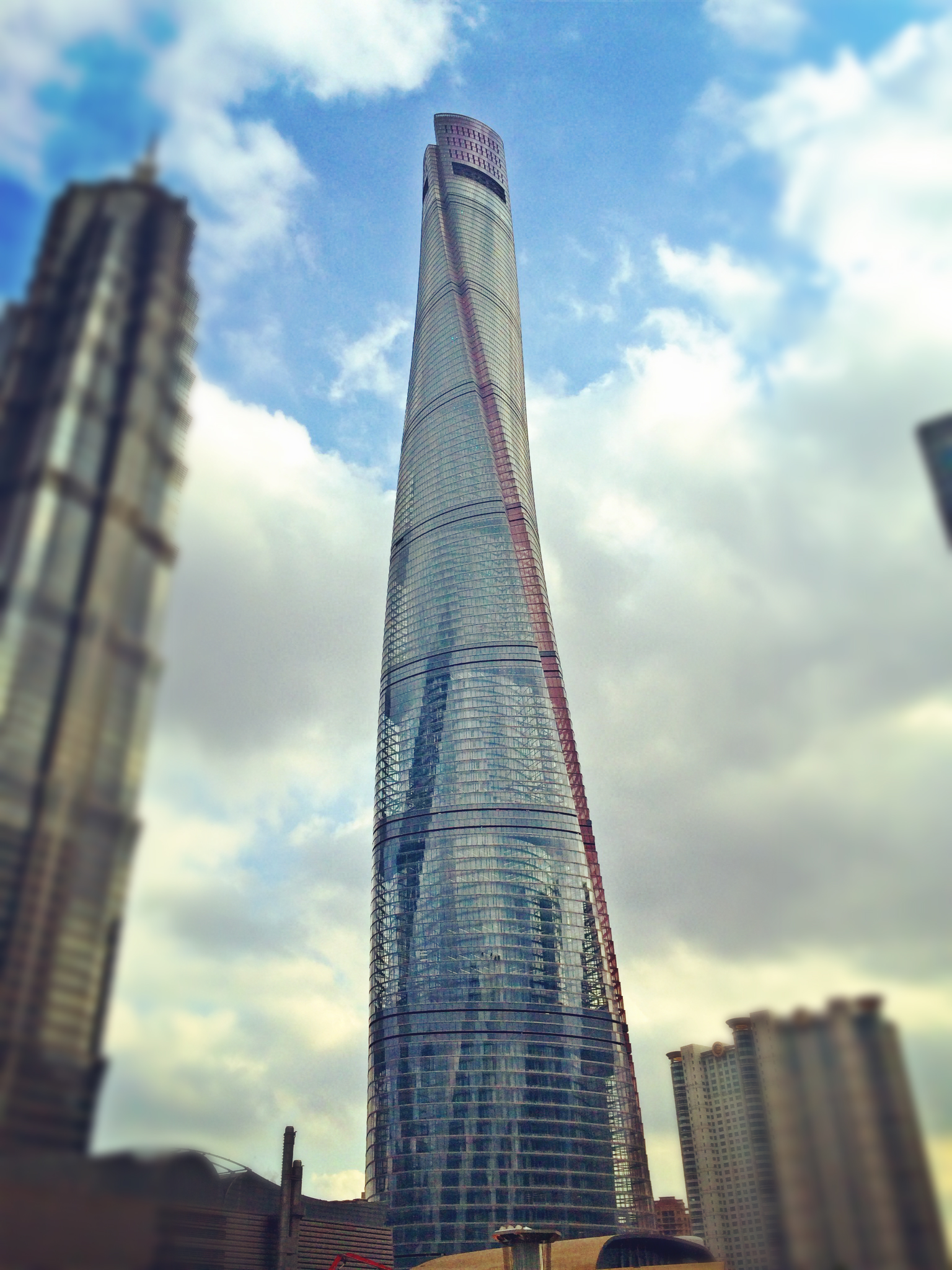
Shanghai Tower.

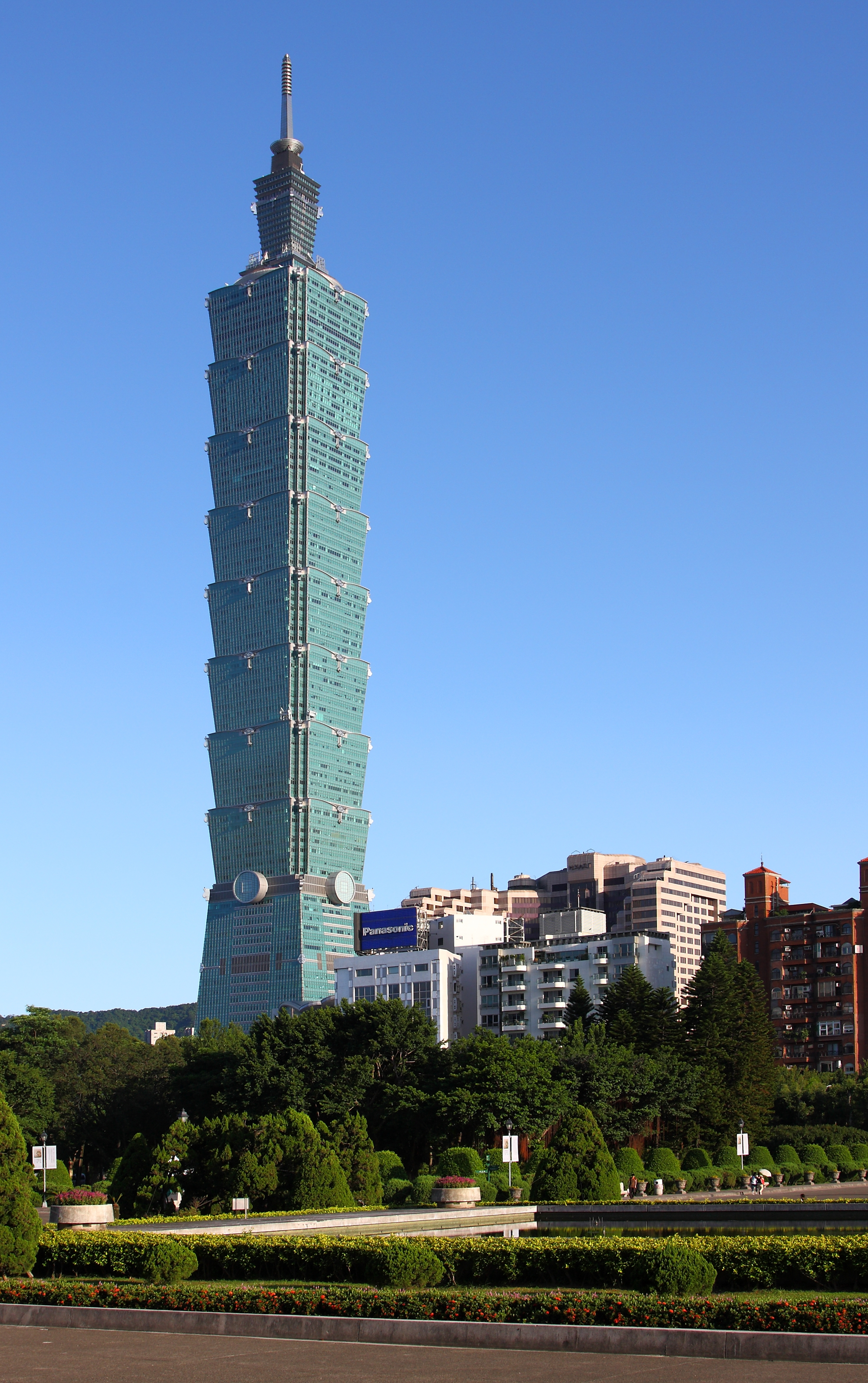
Taipei 101.

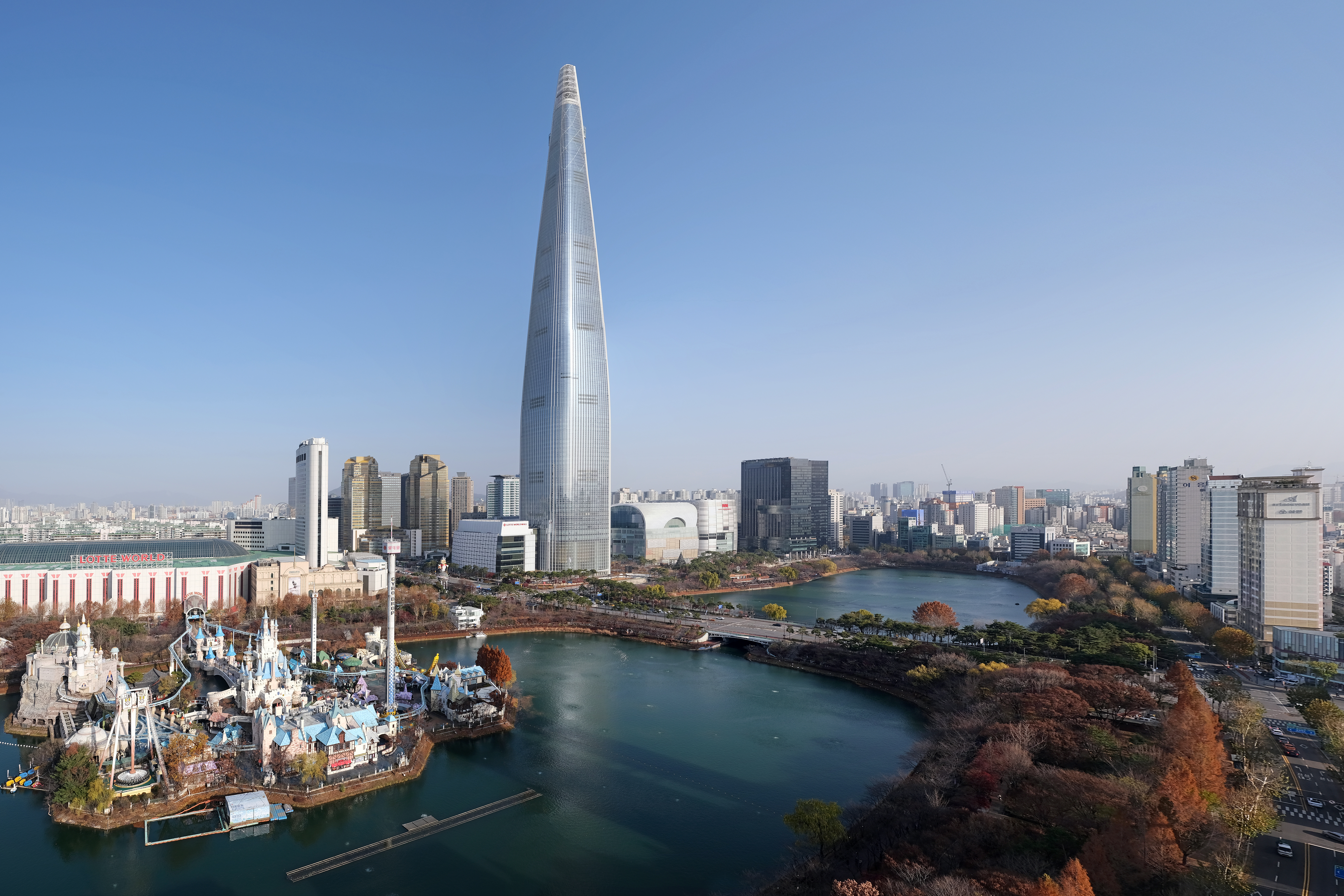
Lotte World Tower.

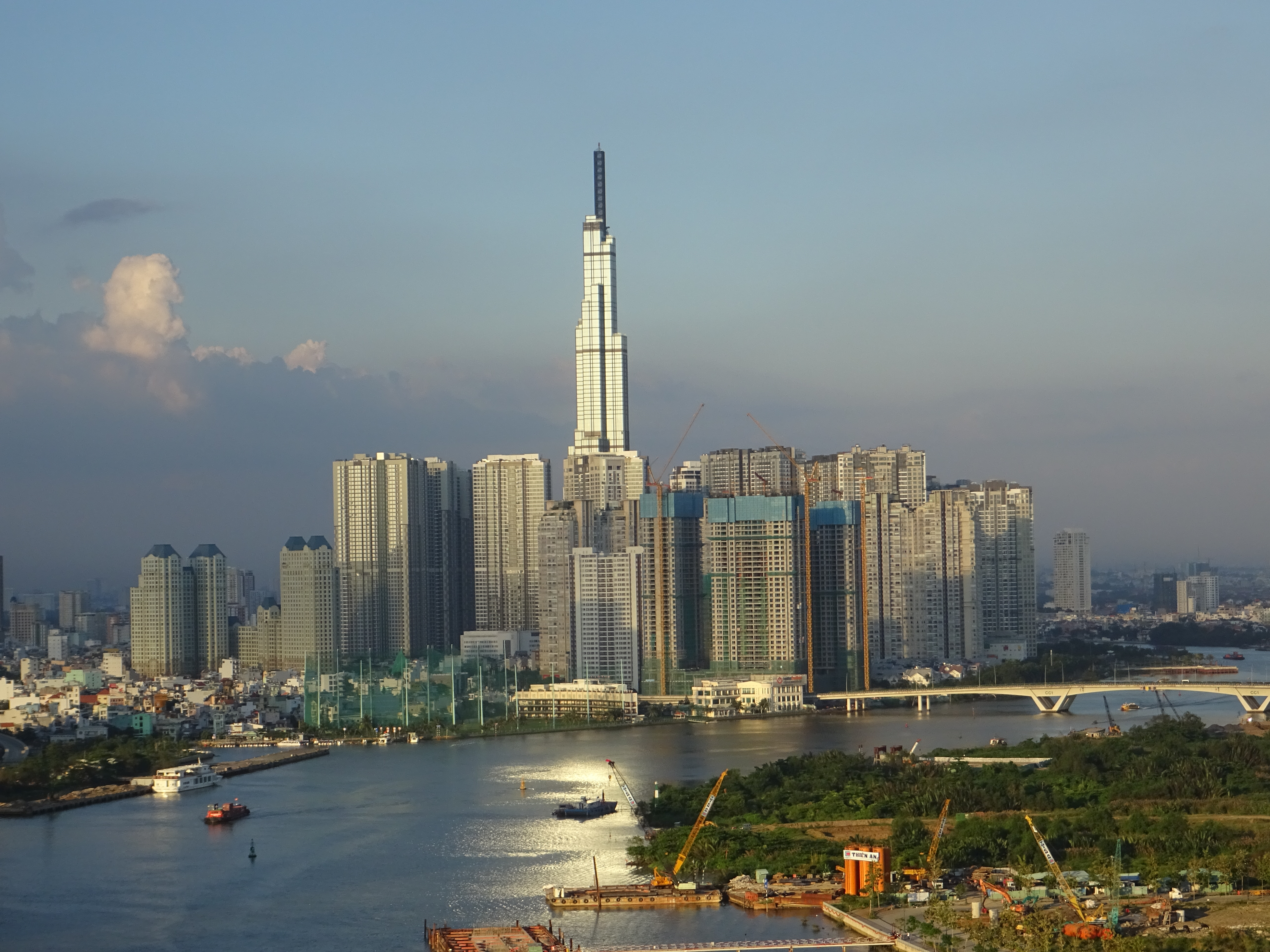
Landmark 81.

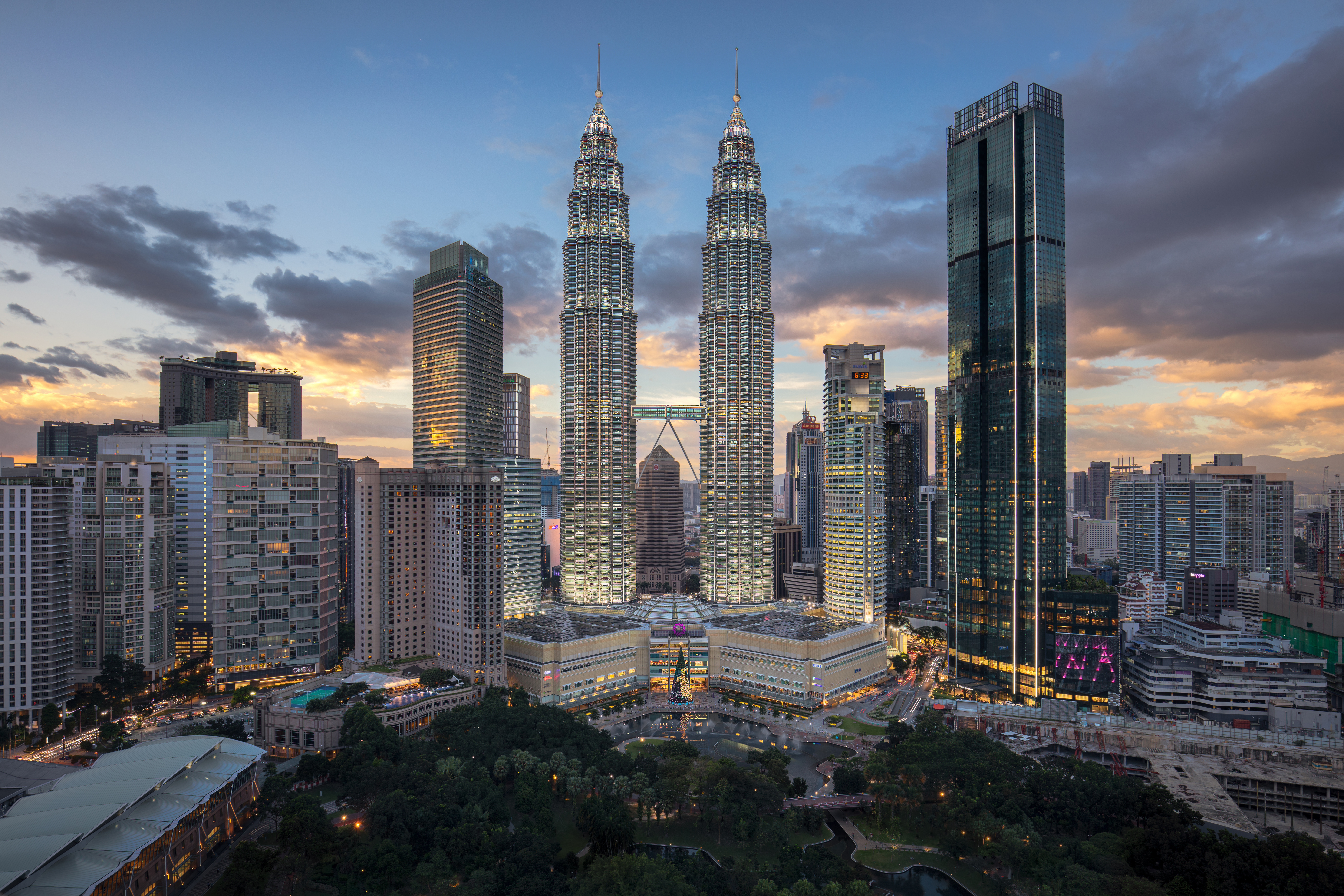
Petronas Twin Towers.

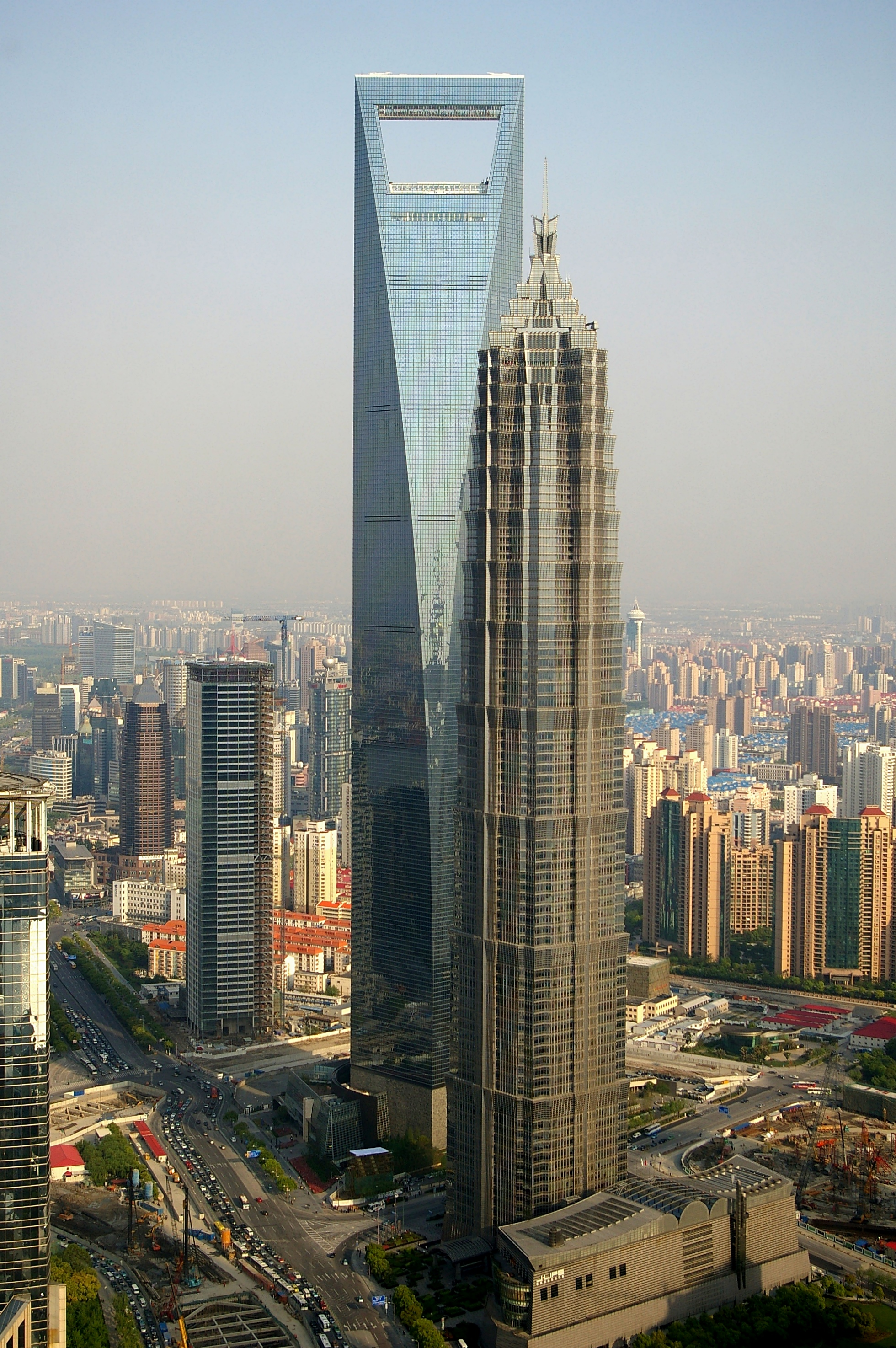
Shanghai World Financial Center e Jin Mao Tower.

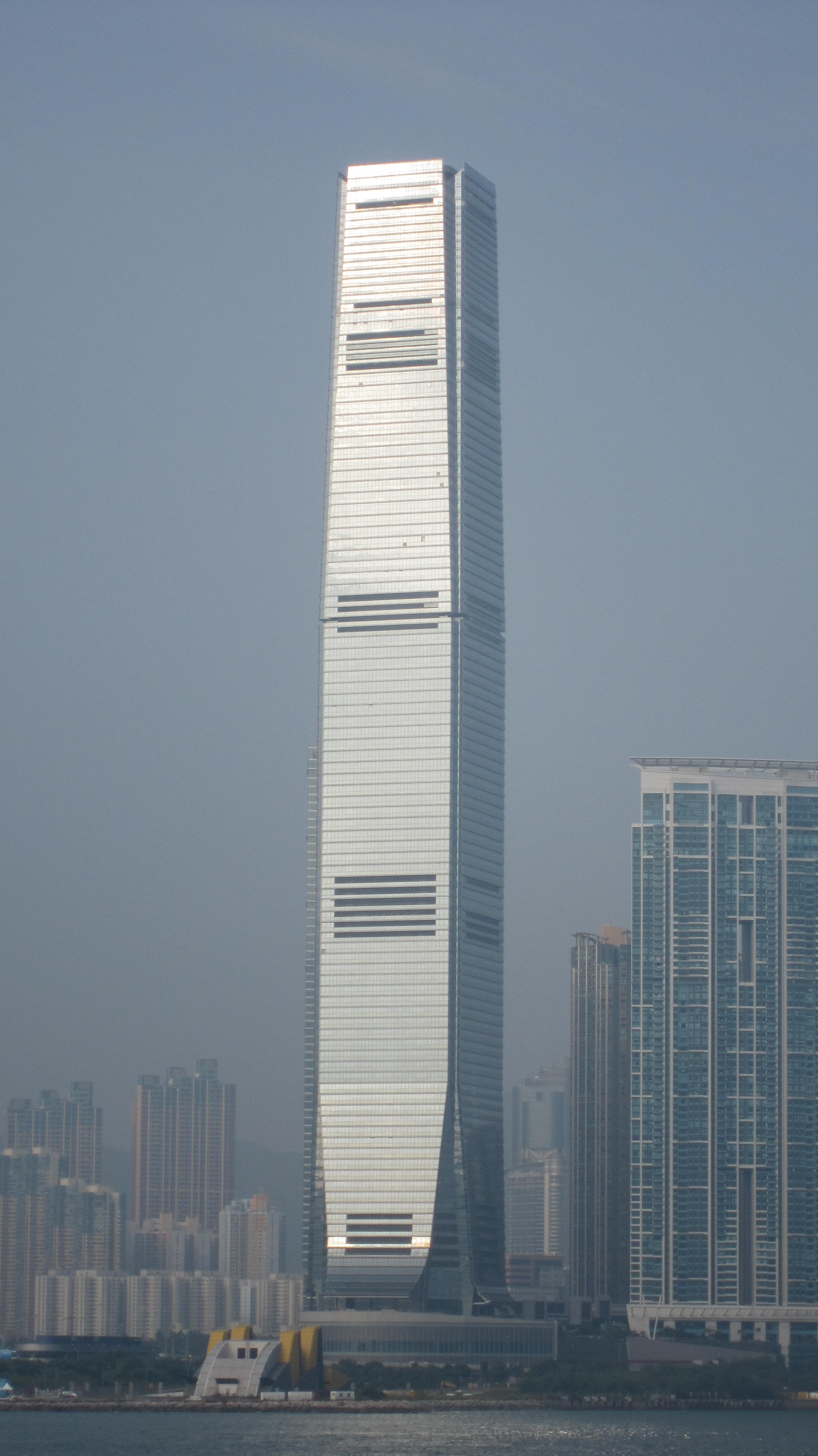
International Commerce Centre.

| Nr. | Arranha-céu                            | Local        | País                   | Altura  | Andares | Conclusão |
| --- | -------------------------------------- | ------------ | ---------------------- | ------- | ------- | --------- |
| 1   | Burj Khalifa                           | Dubai        | Emirados Árabes Unidos | 828 m   | 163     | 2010      |
| 2   | Merdeka 118                            | Kuala Lumpur | Malásia                | 678,9 m | 118     | 2023      |
| 3   | Shanghai Tower                         | Shanghai     | China                  | 632 m   | 128     | 2015      |
| 4   | Abraj Al Bait                          | Meca         | Arábia Saudita         | 601 m   | 120     | 2012      |
| 5   | Ping An Finance Center                 | Shenzhen     | China                  | 599 m   | 115     | 2017      |
| 6   | Goldin Finance 117                     | Tianjin      | China                  | 597 m   | 128     | 2022      |
| 7   | Lotte World Tower                      | Seoul        | Coreia do Sul          | 555 m   | 123     | 2017      |
| 8   | CTF Finance Centre                     | Guangzhou    | China                  | 530 m   | 116     | 2016      |
| 9   | Tianjin CTF Finance Centre             | Tianjin      | China                  | 530 m   | 97      | 2020      |
| 10  | China Zun Tower                        | Pequim       | China                  | 528 m   | 108     | 2019      |
| 11  | Taipei 101                             | Taipei       | Taiwan                 | 508 m   | 101     | 2004      |
| 12  | Shanghai World Financial Center        | Shanghai     | China                  | 492 m   | 101     | 2008      |
| 13  | International Commerce Centre          | Hongkong     | China                  | 484 m   | 108     | 2010      |
| 14  | Landmark 81                            | Ho Chi Minh  | Vietnã                 | 461 m   | 81      | 2018      |
| 15  | Changsha IFS Tower T1                  | Changsha     | China                  | 452 m   | 88      | 2018      |
| 16  | The Exchange 106                       | Kuala Lumpur | Malásia                | 453,6 m | 97      | 2019      |
| 17  | Petronas Towers                        | Kuala Lumpur | Malásia                | 452 m   | 88      | 1998      |
| 18  | Zifeng Tower                           | Nanjing      | China                  | 450 m   | 89      | 2010      |
| 19  | Suzhou IFS                             | Suzhou       | China                  | 450 m   | 97      | 2019      |
| 20  | Kingkey 100                            | Shenzhen     | China                  | 441 m   | 100     | 2011      |
| 21  | Guangzhou International Finance Center | Guangzhou    | China                  | 439 m   | 103     | 2010      |
| 22  | Wuhan Center                           | Wuhan        | China                  | 438 m   | 88      | 2019      |
| 23  | Marina 101                             | Dubai        | Emirados Árabes Unidos | 427 m   | 101     | 2017      |
| 24  | Jin Mao Tower                          | Shanghai     | China                  | 421 m   | 88      | 1998      |
| 25  | Princess Tower                         | Dubai        | Emirados Árabes Unidos | 414 m   | 101     | 2012      |
| 26  | Al Hamra Tower                         | Kuwait       | Kuwait                 | 413 m   | 77      | 2011      |
| 27  | Two International Finance Centre       | Hong Kong    | China                  | 412 m   | 86      | 2003      |
| 28  | Nanning Greenland Financial Center     | Nanjing      | China                  | 402,7 m | 85      | 2020      |
| 29  | 23 Marina                              | Dubai        | Emirados Árabes Unidos | 395 m   | 90      | 2012      |
| 30  | China Resources Headquarters           | Shenzhen     | China                  | 392,5 m | 68      | 2018      |
| 31  | CITIC Plaza                            | Guangzhou    | China                  | 390 m   | 80      | 1997      |
| 32  | Shum Yip Upperhills Tower 1            | Shenzhen     | China                  | 388 m   | 77      | 2019      |
| 33  | Public Investment Fund Tower           | Riad         | Arábia Saudita         | 385 m   | 77      | 2017      |
| 34  | Shun Hing Square                       | Shenzhen     | China                  | 384 m   | 69      | 1996      |
| 35  | Eton Place Dalian                      | Dalian       | China                  | 383,2 m | 80      | 2016      |
| 36  | Logan Century Center 1                 | Nanning      | China                  | 381,3 m | 82      | 2018      |
| 37  | Burj Mohammed Bin Rashid               | Abu Dhabi    | Emirados Árabes Unidos | 381,2 m | 88      | 2014      |
| 38  | Elite Residence                        | Dubai        | Emirados Árabes Unidos | 380 m   | 91      | 2012      |
| 39  | The Domain                             | Abu Dhabi    | Emirados Árabes Unidos | 374 m   | 88      | 2014      |
| 40  | Central Plaza                          | Hongkong     | China                  | 374 m   | 78      | 1992      |
| 41  | The Address The BLVD                   | Dubai        | Emirados Árabes Unidos | 370 m   | 72      | 2017      |
| 42  | Bank of China Tower                    | Hongkong     | China                  | 367 m   | 73      | 1990      |
| 43  | Almas Tower                            | Dubai        | Emirados Árabes Unidos | 363 m   | 74      | 2009      |
| 44  | 22 Bishopsgate                         | Guangzhou    | China                  | 360 m   | 60      | 2012      |
| 45  | Hanking Center                         | Shenzhen     | China                  | 359 m   | 65      | 2018      |
| 46  | Gevora Hotel                           | Dubai        | Emirados Árabes Unidos | 356,3 m | 75      | 2017      |
| 47  | Emirates Park Tower 1                  | Dubai        | Emirados Árabes Unidos | 355 m   | 77      | 2012      |
| 48  | Emirates Park Tower 2                  | Dubai        | Emirados Árabes Unidos | 355 m   | 77      | 2013      |
| 49  | Emirates Office Tower                  | Dubai        | Emirados Árabes Unidos | 355 m   | 54      | 2000      |
| 50  | The Torch                              | Dubai        | Emirados Árabes Unidos | 352 m   | 86      | 2011      |
| 51  | Forum 66                               | Shenyang     | China                  | 350,6 m | 68      | 2015      |